# Impureza

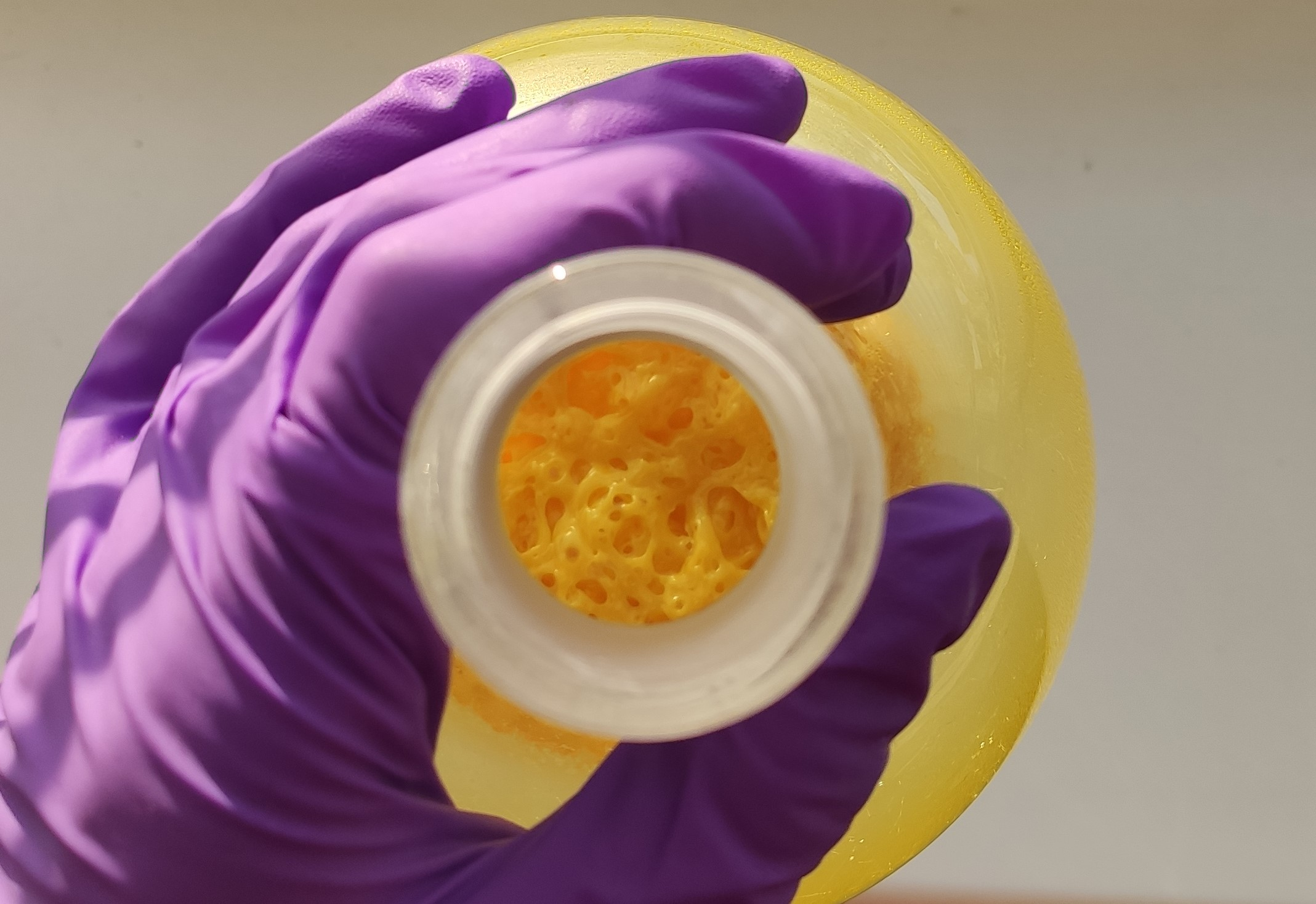
Impureza amarilla en la reacción de un producto.

Una impureza es el resto de una sustancia cuya separación no es de interés.
Las impurezas son. ya sea natural o añadidos, durante la síntesis de una sustancia química o producto comercial. Durante la producción, las impurezas pueden ser a propósito, accidentalmente, inevitablemente, cierto o añadido en el fondo. El nivel de impurezas en un material se define generalmente en términos relativos. Es una sustancia o conjunto de sustancias extrañas a un cuerpo o materia que están mezcladas con él y alteran, en algunos casos, alguna de sus cualidades: las impurezas del petróleo son eliminadas en las refinerías.